# Tiberius Claudius Severus Proculus
Tiberius Claudius Severus Proculus (fl. 200) est un homme politique de l'Empire romain.

## Biographie
Fils de Gnaeus Claudius Severus et de sa deuxième femme Annia Galeria Aurelia Faustina.
Il est sénateur et consul en 200.
Il se marie avec sa deux fois deuxième cousine et deux fois troisième cousine Annia Faustina, décédée après 200 ou 208, fille du premier mariage d'Ummidia Cornificia Faustina, tuée en 182, et petite-fille maternelle de Gaius Ummidius Quadratus Annianus Verus et de sa femme et cousine germaine Annia Cornificia Faustina, sœur de Marc Aurèle, et il est le père d'Annia Aurelia Faustina, femme de Pomponius Bassus et de Héliogabale.
Gnaeus Claudius Severus, consul en 235, fait partie de sa famille.